# Grčac
Grčac (izvirno srbsko Грчац) je naselje v Srbiji, ki upravno spada pod Občino Smederevska Palanka; slednja pa je del Podonavskega upravnega okraja.

## Demografija
V naselju, katerega izvirno (srbsko-cirilično) ime je Грчац, živi 945 polnoletnih prebivalcev, pri čemer je njihova povprečna starost 41,9 let (41,3 pri moških in 42,5 pri ženskah). Naselje ima 317 gospodinjstev, pri čemer je povprečno število članov na gospodinjstvo 3,71.
To naselje je, glede na rezultate popisa iz leta 2002, večinoma srbsko, a v času zadnjih treh popisov je opazno zmanjšanje števila prebivalcev.
|  |

| Demografija | Demografija     | Demografija     |
| Leto        | Št. prebivalcev | Št. prebivalcev |
| ----------- | --------------- | --------------- |
|             |                 |                 |
|             |                 |                 |
|             |                 |                 |
|             |                 |                 |
| 1948        | 1498            |                 |
| 1953        | 1470            |                 |
| 1961        | 1454            |                 |
| 1971        | 1391            |                 |
| 1981        | 1308            |                 |
| 1991        | 1299            | 1279            |
| 2002        | 1187            | 1176            |
|             |                 |                 |

| Etnična sestava po popisu iz leta 2002 | Etnična sestava po popisu iz leta 2002 | Etnična sestava po popisu iz leta 2002 | Etnična sestava po popisu iz leta 2002 | Etnična sestava po popisu iz leta 2002 |
| -------------------------------------- | -------------------------------------- | -------------------------------------- | -------------------------------------- | -------------------------------------- |
| Srbi                                   | Srbi                                   |                                        | 1.163                                  | 98,89%                                 |
| Madžari                                | Madžari                                |                                        | 1                                      | 0,08%                                  |
| Bolgari                                | Bolgari                                |                                        | 1                                      | 0,08%                                  |
| Neznano                                | Neznano                                |                                        | 6                                      | 0,51%                                  |